# 1449

## Esdeveniments
Països Catalans
Resta del món
- Guerra entre Mongòlia i Xina.

## Naixements
Països Catalans
Resta del món
- 1 de gener: Llorenç el Magnífic, polític i mecenes italià.
- Hamd Allah Hamdi, poeta turc.

## Necrològiques
Països Catalans
Resta del món